# Karsten Porezag
Karsten-Uwe Porezag (* 11. Juni 1944 in Goslar) ist ein deutscher Hobby-Historiker, Heimatforscher und Privatgelehrter. Er wurde vor allem bekannt durch Forschungen und Publikationen zur Montan-, Technik- und Regionalgeschichte. Er ist Träger des Bundesverdienstkreuzes am Bande und der Verdienstmedaille des Bundesverdienstkreuzes und Mitglied der Hessischen Historischen Kommission Darmstadt.

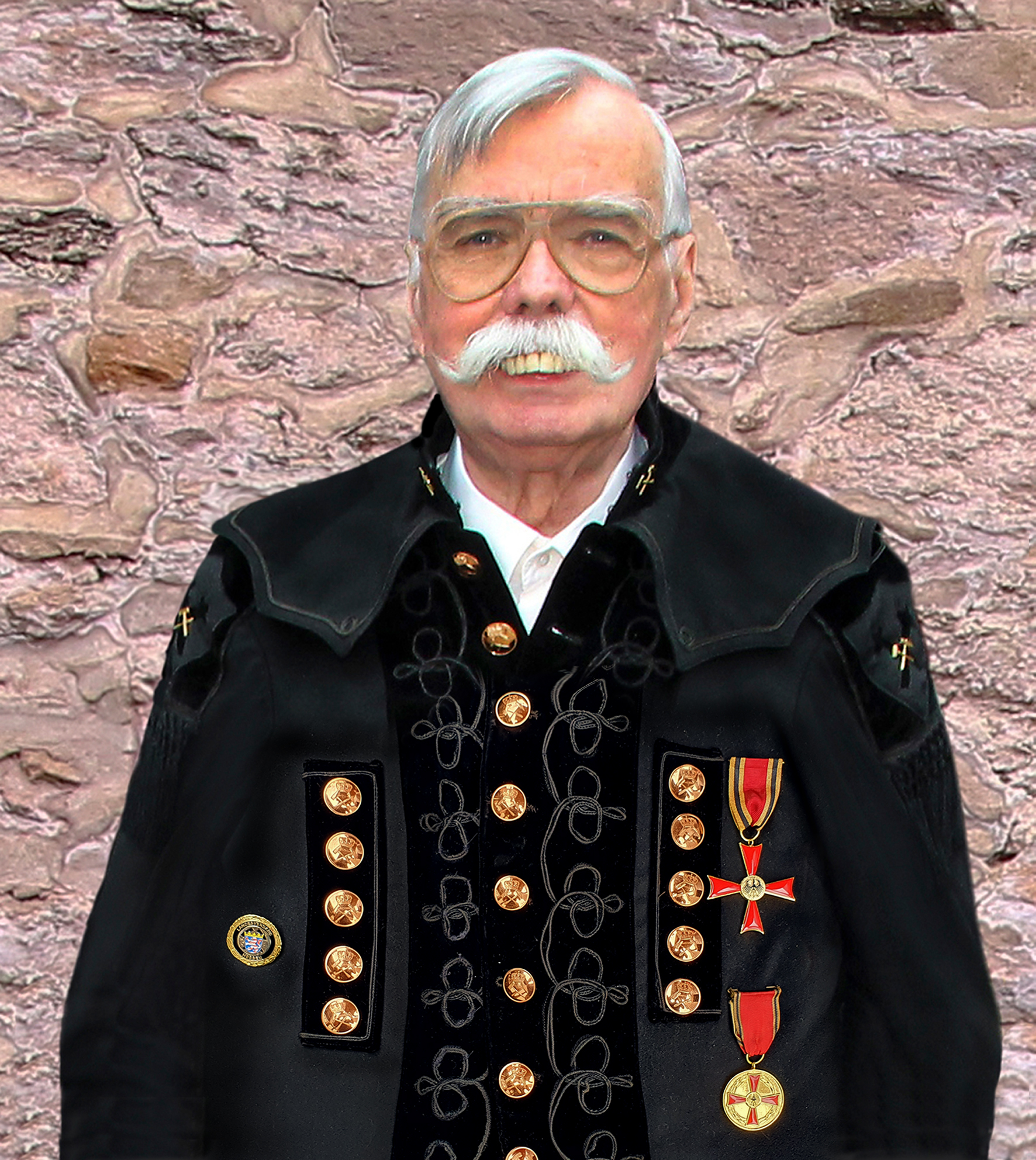
Karsten Porezag (2020)

## Leben
Porezag wurde als zweiter Sohn von Helmut Porezag, der als SS-Offizier unter anderem in der Leibstandarte SS Adolf Hitler diente, und Editha, die als kaufmännische Angestellte arbeitete, geboren. Er wuchs in Clausthal-Zellerfeld und Braunschweig auf, machte sein Wirtschaftsabitur 1966 an der Wirtschaftsoberschule in Braunschweig und zog 1971 nach Wetzlar. Hier setze er seine Arbeit als Versicherungskaufmann in Großkonzernen fort.
Daneben arbeitete er verschiedene geschichtliche Themen auf.
Porezag initiierte 1983 nach der Schließung des Eisenerzbergwerks Fortuna bei Solms das Besucherbergwerk Grube Fortuna und gründete einen Förderverein, dem er bis 2017 vorstand. Der Verein eröffnete 1987 das Feld- und Grubenbahnmuseum Fortuna.
Porezag gründete 2010 den Förderverein Grube Malapertus e.V. in Wetzlar.

## Fachmitgliedschaften
Karsten Porezag wurde 2022 zum wissenschaftlichen Mitglied in die Hessische Historische Kommission Darmstadt berufen.
Seit 2023 ist er Mitglied im Verband der Historiker und Historikerinnen Deutschlands.

## Auszeichnungen
- 1991: Verdienstmedaille des Bundesverdienstkreuzes[3]
- 2020: Bundesverdienstkreuz am Bande[4]

## Werke

### Montangeschichte
- Kupfererzbergbau und Kupferhüttenwesen um Wetzlar 1607-1897. „…edle Gänge an Kupffer Ertz sich reichlich zeigen…“ Band 1 & 2. Verlagsdruckerei Schmidt, Neustadt an der Aisch 2017, ISBN 978-3-87707-117-5 (680 S.).
- Verlag Wetzlardruck GmbH (Hrsg.): Bergbaustadt Wetzlar. Geschichte von Eisenerzbergbau und Hüttenwesen in historischer Stadtgemarkung. Wetzlar 1987, ISBN 3-926617-00-4 (480 S.).
- Des Bergmanns Geleucht. Unschlittlampen, Öllampen und Kerzenlampen. Band 1. Glückauf, Essen 1980, ISBN 3-7739-0304-9 (99 S.).
- Des Bergmanns Geleucht. Offenes Geleucht: Karbidlampen. Band 2. Glückauf, Essen 1988, ISBN 3-7739-0382-0 (202 S.).
- Rolf Georg, Rainer Haus, Karsten Porezag: Eisenerzbergbau in Hessen. Historische Fotodokumente mit Erläuterungen 1870-1983. Hrsg.: Förderverein Besucherbergwerk Fortuna e. V. Wetzlar 1985, ISBN 3-925619-00-3 (480 S.).

### Technikgeschichte
- Denis Papin in Hessen. Erfinder des Prinzips der atmosphärischen Dampfmaschine und des Dampfschiff-Antriebs. In: Gesellschaft für Kultur- und Denkmalpflege (Hrsg.): Hessische Heimat. Nr. 1/2-2020 & 1-2021, ISSN 0178-3173, S. 3–13 bzw. 31–38.
- Geheime Kommandosache. Geschichte der „V-Waffen“ und geheimen Militäraktionen des Zweiten Weltkrieges. 2. erweiterte und überarbeitete  Auflage. Wetzlardruck GmbH, Wetzlar 1997, ISBN 3-926617-20-9 (487 S.).
- Hensoldt. Familien und Gründungsgeschichte bis 1903. Band 1. Wetzlar 2001, ISBN 3-9807950-0-4 (448 S.).

### NS-Geschichte
- Als aus Nachbarn Juden wurden. Die Deportation und Ermordung der letzten Wetzlarer Juden 1938-1945. In: Magistrat der Stadt Wetzlar (Hrsg.): Schriften zur Stadtgeschichte. Sonderausgabe 2006. Wetzlar 2006, ISBN 3-9807950-4-7 (199 S.).
- …dann müssen die Steine reden! Die Wetzlarer Synagogen, die Mikwe und die jüdischen Friedhöfe in neuerer Zeit. In: Magistrat der Stadt Wetzlar (Hrsg.): Schriften zur Stadtgeschichte. 2. erweiterte  Auflage. Sonderausgabe 2004. Wetzlar 2007, ISBN 978-3-9807950-2-9 (120 S.).
- Zwangsarbeit in Wetzlar. Der „Ausländer-Einsatz“ 1939–1945. Die Ausländerlager 1945-1949. Wetzlar 2002, ISBN 3-9807950-1-2 (552 S.).
- Ernst Leitz aus Wetzlar und die Juden - Mythos und Fakten. Zur Emigration deutscher Juden 1933-1941. Metropol, Berlin 2008, ISBN 978-3-940938-23-7 (184 S.).

### Regionalgeschichte
- Der Luftkrieg über Wetzlar. Luftkämpfe, Bombenangriffe und ihre Auswirkungen. 3. überarbeitete und erweiterte  Auflage. Wetzlardruck GmbH, Wetzlar 1996, ISBN 3-926617-15-2 (221 S.).
- Wetzlar - Porträt einer liebenswerten Stadt. Historischer Stadtführer. Wetzlardruck GmbH, Wetzlar 2004, ISBN 3-9807950-3-9 (deutsch, englisch, französisch, 400 S.).
- Die Wetzlarer Familie Carl Kellner und das optische Institut. In: Mitteilungen des Wetzlarer Geschichtsvereins. Band 42. Wetzlar 2004, S. 167 ff. (219 S.).
- Der vergoldete Pferdekopf von Waldgirmes. Ein sensationeller archäologischer Fund. In: Gesellschaft für Kultur- und Denkmalpflege (Hrsg.): Hessische Heimat. Nr. 1-2019, ISSN 0178-3173, S. 28–32.
- Karsten Porezag, Diether Spieß: Wetzlar 1945. Kriegsende und Neubeginn im Altkreis Wetzlar. 3. überarbeitete  Auflage. Wetzlardruck GmbH, Wetzlar 1998, ISBN 3-926617-18-7 (380 S.).